# Гольхен
Гольхен (нем. Golchen) — община в Германии, в земле Мекленбург-Передняя Померания.
Входит в состав района Деммин. Подчиняется управлению Трептовер Толлензевинкель.  Население составляет 318 человек (на 31 декабря 2010 года). Занимает площадь 23,32 км².
Коммуна подразделяется на 4 сельских округа.